# Kammerwahl 1984
- KPL: 2
- LSAP: 21
- GAP: 2
- DP: 14
- CSV: 25

Die Kammerwahl 1984 zur Bestimmung der Mitglieder der luxemburgischen Abgeordnetenkammer fand am 17. Juni 1984 gleichzeitig mit der Europawahl statt. 

## Ausgangslage
Nach der Kammerwahl 1979, bei der die damals regierende DP/LSAP-Koalition ihre Mehrheit verlor, wurde eine Regierung aus der CSV und der DP gebildet. Ministerpräsident wurde Pierre Werner, der dieses Amt bereits von 1959 bis 1974 innehatte.

## Wahlrecht
Die Sitze werden innerhalb von vier Wahlkreisen proportional nach dem D’Hondt-Verfahren verteilt.

## Ergebnis
Jeder Wähler hatte so viele Stimmen, wie im Wahlbezirk Abgeordnete zu wählen waren. Die Ergebnisse der einzelnen Wahlbezirke:
|                       | Wahlbezirk Süden | Wahlbezirk Süden | Wahlbezirk Süden | Wahlbezirk Osten | Wahlbezirk Osten | Wahlbezirk Osten | Wahlbezirk Zentrum | Wahlbezirk Zentrum | Wahlbezirk Zentrum | Wahlbezirk Norden | Wahlbezirk Norden | Wahlbezirk Norden | Luxemburg insgesamt | Luxemburg insgesamt | Luxemburg insgesamt | Luxemburg insgesamt |
| Anzahl                | %                | Sitze            | Anzahl           | %                | Sitze            | Anzahl           | %                  | Sitze              | Anzahl             | %                 | Sitze             | Anzahl            | % unge- wichtet     | % ge- wichtet *     | Sitze               |                     |
| --------------------- | ---------------- | ---------------- | ---------------- | ---------------- | ---------------- | ---------------- | ------------------ | ------------------ | ------------------ | ----------------- | ----------------- | ----------------- | ------------------- | ------------------- | ------------------- | ------------------- |
| Wahlberechtigte       | 86.679           |                  |                  | 25.316           |                  |                  | 69.603             |                    |                    | 34.194            |                   |                   | 215.792             |                     |                     |                     |
| Wähler                | 77.732           | 89,7             |                  | 22.205           | 87,7             |                  | 61.233             | 88,0               |                    | 30.481            | 89,1              |                   | 191.651             | 88,81               |                     |                     |
| Gültige Stimmzettel   | 73.086           | 94,0             |                  | 20.921           | 94,2             |                  | 57.331             | 93,6               |                    | 28.656            | 94,0              |                   | 179.994             | 93,92               |                     |                     |
| Gültige Stimmen       | 1.703.317        |                  |                  | 136.852          |                  |                  | 1.212.024          |                    |                    | 238.769           |                   |                   | 3.290.962           |                     |                     |                     |
| Sitze insgesamt       |                  |                  | 25               |                  |                  | 7                |                    |                    | 23                 |                   |                   | 9                 |                     |                     |                     | 64                  |
|                       |                  |                  |                  |                  |                  |                  |                    |                    |                    |                   |                   |                   |                     |                     |                     |                     |
| CSV                   | 543.513          | 31,9             | 8                | 57.989           | 42,4             | 3                | 437.313            | 36,1               | 9                  | 109.270           | 45,8              | 5                 | 1.148.085           | 34,89               | 36,65               | 25                  |
| LSAP                  | 703.259          | 41,3             | 11               | 35.224           | 25,7             | 2                | 307.584            | 25,4               | 6                  | 58.673            | 24,6              | 2                 | 1.104.740           | 33,57               | 31,79               | 21                  |
| DP                    | 199.874          | 11,7             | 3                | 37.501           | 27,4             | 2                | 314.742            | 26,0               | 7                  | 62.510            | 26,2              | 2                 | 614.627             | 18,68               | 20,36               | 14                  |
| KPL                   | 124.216          | 7,3              | 2                | 2.844            | 2,1              |                  | 35.191             | 2,9                |                    | 3.709             | 1,6               |                   | 165.960             | 5,04                | 4,38                | 2                   |
| Di Grëng - Alternativ | 96.774           | 5,7              | 1                |                  |                  |                  | 73.088             | 6,0                | 1                  |                   |                   |                   | 169.862             | 5,16                | 4,22                | 2                   |
| PSI                   | 31.634           | 1,9              |                  | 3.294            | 2,4              |                  | 41.467             | 3,4                |                    | 4.607             | 1,9               |                   | 81.002              | 2,46                | 2,34                |                     |
| LCR                   | 4.047            | 0,2              |                  |                  |                  |                  | 2.639              | 0,2                |                    |                   |                   |                   | 6.686               | 0,20                | 0,17                |                     |

Die CSV konnte ihren Stimmenanteil von 1979 halten, während die mitregierende DP leicht verlor. Die LSAP konnte nach mehreren Wahlniederlagen hintereinander stark hinzugewinnen. Die LSAP-Abspaltung SDP, die 1979 zwei Sitze erhielt, trat nicht mehr an. Die PSI, ebenfalls eine LSAP-Abspaltung, verlor ihren einzigen Sitz. Die Grünen traten erstmals an und erhielten zwei Sitze.

## Regierungsbildung
Nach dem Wahlerfolg der LSAP löste diese die DP als Koalitionspartner der CSV ab. Neuer Ministerpräsident wurde Jacques Santer (CSV), der am 20. Juli 1984 den aus Altersgründen ausscheidenden Pierre Werner ablöste.